# Alaska Marine Highway

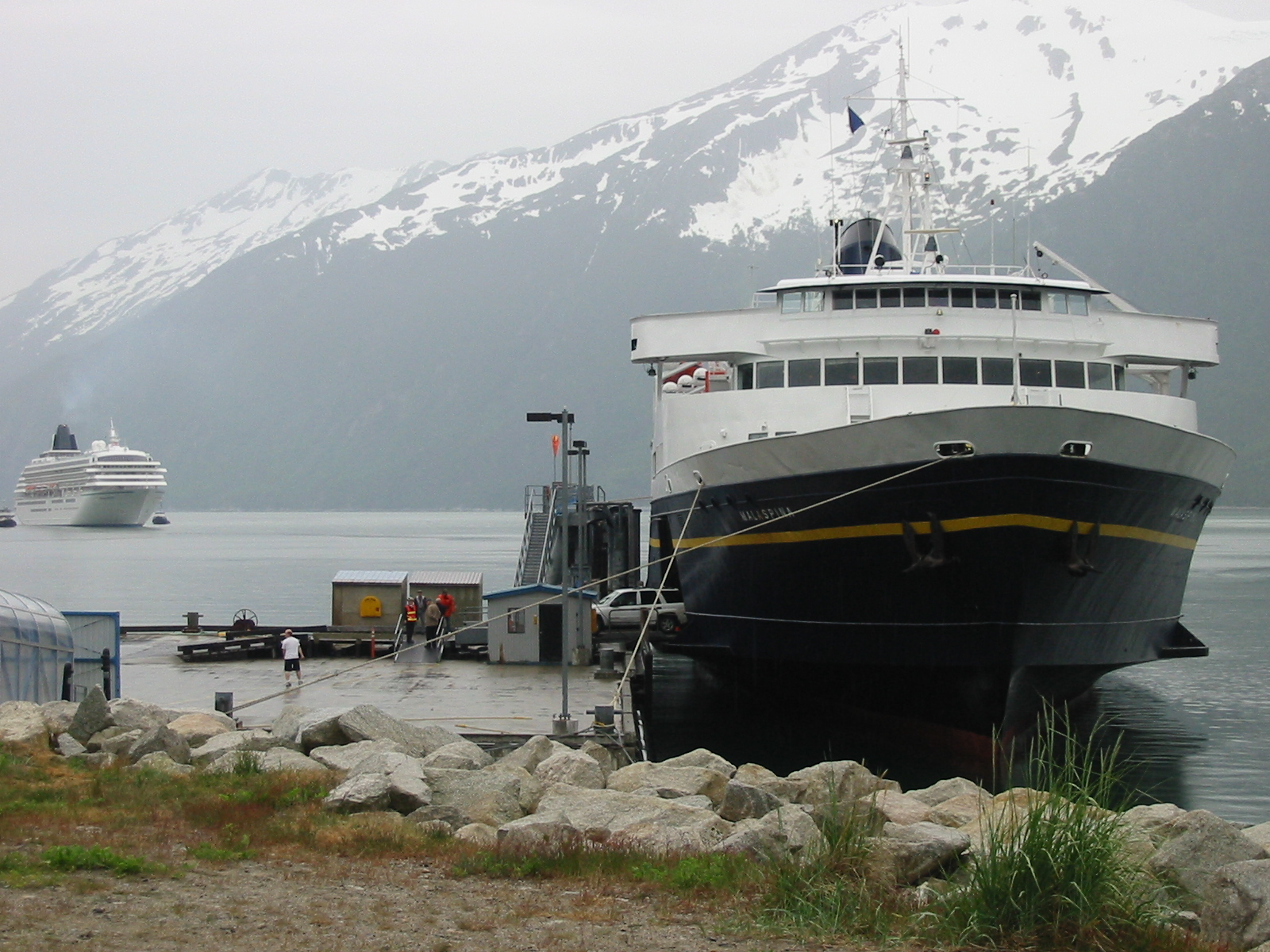
The M/V Malaspina vid en hamn i Skagway, Alaska.

Alaska Marine Highway är en färjelinje som drivs av den amerikanska delstaten Alaska. Huvudkontoret finns i Ketchikan, Alaska.
Linjen går längs med statens sydcentrala kust, de östliga Aleuterna och Inside Passage i sydöstra Alaska British Columbia i Kanada. Färjorna anlöper hamnar i städer som saknar kontakt med vägnätet i övrigt, och fartygen kan frakta passagerare, gods och fordon. Alaska Marine Highways sträckning är på totalt cirka 5 600 kilometer, och turerna sträcker sig i syd till Bellingham i delstaten Washington, och i väst till Unalaska i Aleuterna. Totalt finns 32 färjeterminaler i Alaska, British Columbia och Washington. Alaska Marine Highway ingår i USA:s National Highway System, och finansieras delvis av staten.

## Historia
Alaska Marine Highway grundades 1948 av Steve Homer och Ray Gelotte, vilka bodde i staden Haines i Alaska. Företaget köptes av Alaskas territoriala regering år 1951 och dess sträckning utökades till Prince Rupert i British Columbia år 1963, och till Bellingham år 1967.
I september 2005 fick färjelinjen status som National Scenic Byway av Federal Highway Administration.

## Trafikerade områden
Färjelinjens huvudterminal ligger i Juneau, även om de administrativa kontoren nyligen flyttades till Ketchikan. Andra större terminaler är Cordova, Ketchikan och Kodiak.
Alaska Marine Highway trafikerar följande områden året runt:
Akutan; Angoon; Bellingham; Chenega Bay; Chignik; Cold Bay; Cordova; False Pass; Haines; Homer; Hoonah; Juneau; Kake; Ketchikan; King Cove; Kodiak; Metlakatla; Petersburg; Port Lions; Prince Rupert; Sand Point; Seldovia; Sitka; Skagway; Tatitlek; Tenakee Springs; Unalaska; Valdez; Whittier; Wrangell och Yakutat. Bartlett Cove trafikeras under sommarmånaderna.

## Trafik
Alaska Marine Highway fraktar över 350 000 passagerare och 100 000 fordon varje år. Den är väldigt populär bland sommarturister, och är den huvudsakliga anledningen till att Bellingham och Prince Rupert ingår i nätet. Tältstäder uppstår ofta på fartygens däck, och linjen är en populär resväg till Alaska för budgetresenärer. Passagerarantalet går ner märkbart under vintern, och under denna tid brukar fartygen undergå service och renovering.

### Fotnoter
1. ↑  "Contact Us Arkiverad 30 mars 2013 hämtat från the Wayback Machine.." Alaska Marine Highway. Läst 25 oktober 2009.